# Dobrodružství Chéri-Bibiho
Dobrodružství Chéri-Bibiho (1913–1925, Les Aventures de Chéri-Bibi) je románová trilogie francouzského spisovatele Gastona Lerouxe s příběhem na pomezí mezi dobrodružnou a fantastickou literaturou.

## Obsah trilogie
Trilogie se skládá z těchto částí:
- Chéri-Bibi (1913), časopisecky v Le Matin, knižně roku 1914 jako Premières aventures de Chéri-Bibi (První dobrodružství Chéri-Bibiho). Román se skládá ze dvou částí Les cages flottantes (Plující klece) a Chéri-Bibi et Cecily (Chéri-Bibi a Cecily, česky jako Náhradní manžel).
- La Nouvelle Aurore (1919, Nový život), časopisecky v Le Matin, knižně roku 1921 jako Nouvelles aventures de Chéri-Bibi ( Nová dobrodružství Chéri-Bibiho), Román se skládá ze dvou částí Palas et Chéri-Bibi (Palas a Chéi-Bibi) a Fatalitas!.
- Chéri-Bibi, le marchand de cacahouètes (1925, Chéri-Bibi, prodavač oříšků), časopisecky v Le Matin, knižně roku  1926 jako Le Coup d'état de Chéri-Bibi (Převrat Chéri-Bibiho).

### Chéri-Bibi (První dobrodružství Chéri-Bibiho)
Chéri-Bibi je přezdívka mladého řeznického učně obdarovaného neobyčejnou silou, který je obviněn z vraždy svého šéfa, pana Bourreliera, otce jeho snoubenky Cecily. Je odsouzen a poslán na Ďábelské ostrovy, zatímco Cecily si vezme markýze Maxima du Touchais. Chéri-Bibi uprchne z vězeňské lodi a když Maxim zahyne při ztroskotání své jachty, nechá si geniálním plastickým chirurgem  vytvořit jeho tvář. Doufá, že s Cecily začne nový život, ale po návratu do Francie zjistí, že pravím vrahem pana Bourreliera byl právě Maxim. Protože nyní vypadá jako on, je opět odsouzen a opět poslán na Ďábelské ostrovy.

### Nový život (Nová dobrodružství Chéri-Bibiho)
Chéru-Bibi uprchne z Ďábelských ostrovů společně s dalším trestancem, který se jmenuje Palas a který byl také uvězněn za vraždu, kterou nespáchal. Chéri-Bibi se skrývá v Paříži a podporuje Palase, který šťastně žije pod cizím jménem. Skutečný pachatel vraždy, za kterou byl Palas odsouzen, však odhalí Palasovu skutečnou totožnost, Aby Chéri-Bibi prokázal Palasovu nevinu, musí opustit svůj úkryt a ztratí opět svobodu, pochopitelně že ne nadlouho.

### Chéri-Bibi, prodavač oříšků (Převrat Chéri-Bibiho)
Nemanželský syn Chéri-Bibiho, Jacques du Touchais, charismatický politik, zkusí svrhnout vládu a je zatčen. Chéri-Bibi se musí hodně snažit, aby zachránil svého syna před gilotinou a přesvědčí jej, aby se vzdal svých šíleních plánů. Na konci románu odjíždí Chéri-Bibi do Ameriky. Místem děje románu je Francie, ale v časopisecké verzi se román odehrával ve smyšlené evropské zemi Stasia.

## Filmové adaptace
- Chéri-BiBi (1913, francouzský němý film, režie Gérard Bourgeois.
- Les premières aventures de Chéri-Bibi (1914, První dobrodružství Chéri-Bibiho), francouzský němý film, režie Charles Krauss.
- La Nouvelle Aurore (1919, Nový život), francouzský němý film, režie Édouard-Émile Violet.
- The Phantom of Paris  (1931, Fantom Paříže), americký film podle příběhů Chéri-Bibiho, režie John S. Robertson.
- Chéri-Bibi (1938), francouzský film, režie Léon Mathot.
- Chéri-Bibi (1955), italský film, režie Marcello Pagliero.
- Chéri-Bibi (1974), francouzský televizní seriál, režie Jean Pignon.

## Česká vydání
- Nový život, Českomoravské podniky tiskařské a vydavatelské, Praha 1922, přeložil R. Tonar.
- Prodavač oříšků, Jan Kotík, Praha 1926, přeložil Jan Střelba.
- Plující klece, Jan Kotík, Praha 1928, přeložil Jan Střelba.
- Manžel náhradník, Jan Kotík, Praha 1928, přeložil Jan Střelba.